# Confine tra Azerbaigian e Iran
Il confine tra l'Azerbaigian e l'Iran (in azero Azərbaycan–İran sərhədi, in persiano مرز آذربایجان و ایران‎) è lungo 689 km; consiste in due sezioni non contigue, separate dal confine tra l'Armenia e l'Iran.

## Geografia

### Sezione occidentale del Naxçıvan
Il confine inizia a nord-ovest sul triplice confine con la Turchia sul fiume Aras, proseguendo lungo questo fiume verso sud-est, attraverso il bacino di Aras (creato dalla diga di Aras) e scendendo fino al triplice confine occidentale armeno.

### Sezione orientale
Il confine inizia a ovest al triplice confine orientale armeno sul fiume Aras, e poi segue il fiume mentre scorre verso nord-est. Il confine lascia il fiume in un punto a sud di Bəhramtəpə, svoltando bruscamente a sud-est e procedendo attraverso la pianura di Mugan fino al fiume Bolgarchay. Il confine segue quindi quest'ultimo fiume a sud formando un'ampia forma a S. Il fiume termina vicino a Yardımlı, con il confine che poi curva a sud-est, procedendo via terra in tale direzione attraverso i Monti Talysh, per poi virare a est lungo il fiume Astarachay, seguendo il suo corso verso il Mar Caspio.

## Storia
Durante il XIX secolo la regione del Caucaso fu contesa tra l'Impero ottomano, la Persia e la Russia, che si stava espandendo verso sud. Con la guerra russo-persiana (1804-1813) e il successivo Trattato di Golestan, la Russia acquisì la maggior parte di quello che è l'attuale Azerbaigian e alcune parti dell'Armenia; venne tracciato un confine, che è il confine moderno tra Iran e Azerbaigian (esclusa la sezione del Naxçıvan) e tra Iran e Armenia. Dopo la guerra russo-persiana (1826-1828) e il Trattato di Turkmenchay, la Persia fu costretta a cedere il Naxçıvan e il resto dell'Armenia alla Russia; l'Aras fu esteso come confine fino al triplice confine ottomano, formalizzando così quello che sarebbe diventato il confine Azerbaigian-Iran.
Durante la prima guerra mondiale i comunisti russi organizzarono con successo la rivoluzione nel 1917, mentre i popoli del Caucaso meridionale avevano dichiarato la Repubblica Federativa Democratica Transcaucasica nel 1918. Disaccordi interni portarono la Georgia a lasciare la federazione nel maggio 1918, seguita poco dopo da Armenia e Azerbaigian. Con il suo stesso nome l'Azerbaigian indipendente causò tensioni con la Persia, poiché sembrava implicare una rivendicazione della regione persiana dell'Azerbaigian. Nel 1920 l'Armata Rossa russa invase l'Azerbaigian e l'Armenia, ponendo fine all'indipendenza di entrambe, seguiti poco dopo dalla Georgia. Tutti e tre gli Stati furono incorporati nella RSFS transcaucasica all'interno dell'URSS, prima di essere separati nel 1936. Uno Stato separatista sostenuto dai sovietici nell'Azerbaigian iraniano venne fondato nel 1945, ma fu presto abbattuto dalle forze iraniane.
Una convenzione sul confine tra Iran e URSS nel 1954 ha apportato alcuni piccoli aggiustamenti lungo la frontiera nella pianura di Mugan e vicino alle località di Deman e Namin, a vantaggio dell'Iran. Seguì poi la demarcazione sul terreno, con un accordo finale nel 1957. Nel 1970 furono apportati ulteriori aggiustamenti alla sezione di confine del Naxçıvan in seguito alla creazione della diga di Aras.
Dopo il crollo dell'URSS nel 1991, l'Azerbaigian ottenne l'indipendenza e ereditò la sua sezione del confine tra Iran e URSS. L'Iran riconobbe rapidamente il nuovo Stato, anche se le relazioni si raffreddarono a causa di due fattori: i timori iraniani delle potenziali rivendicazioni dell'Azerbaigian a partire dall'idea irredentista del "Grande Azerbaigian" e con l'Iran che sostiene l'Armenia nella guerra del Nagorno Karabakh. Le relazioni tra Iran e Azerbaigian sono leggermente migliorate dall'ascesa di Hassan Rouhani in Iran.
Durante la seconda guerra del Nagorno Karabakh, l'Azerbaigian ha ottenuto il controllo completo della sezione occidentale del confine con l'Iran a scapito dell'autoproclamata Repubblica dell'Artsakh, ripristinando il controllo dell'Azerbaigian sul confine.

## Insediamenti vicino al confine

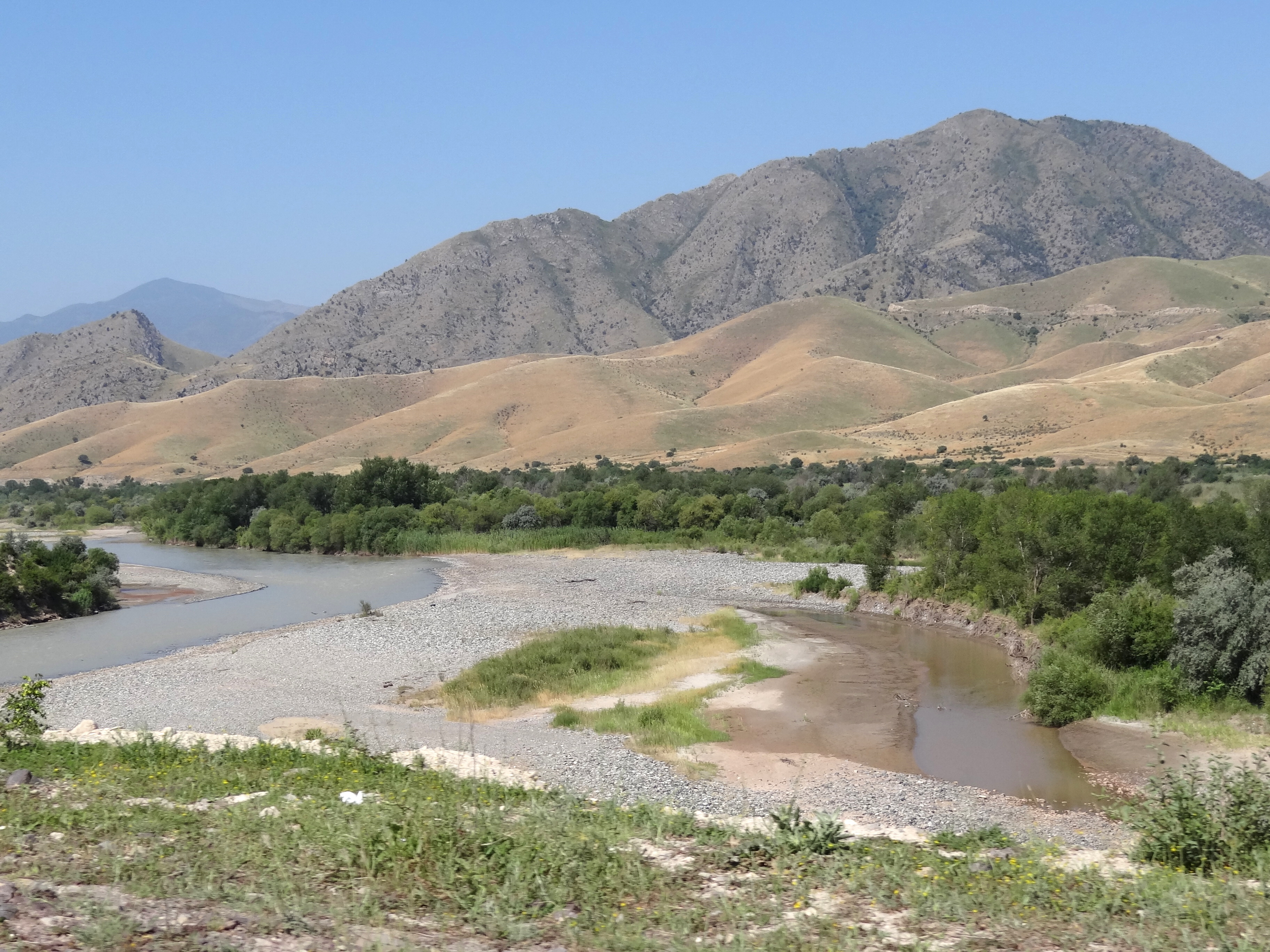
Il confine sull'Aras, ripreso dall'Iran guardando verso l'Azerbaigian

### Azerbaigian
- Qıvraq
- Nakhchivan
- Nehrəm
- Dəstə
- Julfa
- Ordubad
- Mincivan
- Xələfli
- Maşanlı
- Soltanlı
- Əmirvarlı
- Aşağı Maralyan
- Cəfərabad
- Mahmudlu
- Böyük Mərcanlı
- Mehdili
- Qazaxlar
- Horadiz
- Mollaməhərrəmli
- Arayatlı
- Kərimbəyli
- Bala Bəhmənli
- Birinci Mahmudlu
- Əmirzeydli
- İkinci Şahsevən
- Birinci Şahsevən
- Aşağı Çəmənli
- Bəhramtəpə
- Biləsuvar
- Zevin
- Yardımlı
- Ləzran
- Deman
- Qaravuldaş
- Qosmalyan
- Gövdərə
- Məscidməhəllə
- Suparibağ
- Astara

## Iran
- Shoja
- Jolfa
- Chenaqchi
- Qareh Qabaq-e Sofla
- Chalmeh Kandi
- Jahan Khanamlu
- Qeshlaq-e Jahan Khanemlu
- Qareh Quch
- Tatar-e Olya
- Tu Ali-ye Olya
- Kurzeh
- Zanbalan
- Larijan-e Sofla
- Eskanlou-e-Sofla
- Mohammad Salehu
- Gun Gowrmez
- Khalaf Beygluy-e Sofla
- Aslan Duz
- Maqsudlu-ye Olya
- Surkha Kandi
- Hazar Kandi Qeshlaqi
- Kasihli
- Pirayuvatlu
- Parya Katli
- Parsabad
- Qamishchu
- Bileh Savar
- Germi
- Agh Bolagh
- Khvajeh Bolaghi
- Sij
- Giladeh
- Qaleh
- Astara

## Valichi di frontiera
Ci sono valichi tra l'Azerbaigian "continentale" e l'Iran a Bilasuvar e Astara. I valichi tra l'Iran e il Naxçıvan sono a Jolfa/Julfa e Poldasht-Şahtaxtı.